# Швейцарські клуби в Кубку Мітропи
Нижче наведений список усіх матчів футбольних клубів зі Швейцарії в Кубку Мітропи, місця проведення цих матчів, а також автори голів і склади команд.
Кубок Мітропи вперше був організований у 1927 році для провідних клубів Центральної Європи та проводився щорічно до 1940 року. Цей турнір є одним з прообразів майбутніх європейських кубкових турнірів. Представники чемпіонату Швейцарії брали участь у Кубку Мітропи лише двічі в 1936 і 1937 роках. В 1936 році виступало чотири представники, а в 1937 році — два. В 50-х роках проведення кубку було відновлено і тривало до 1992 року, але швейцарські клуби більше жодного разу не брали у ньому участі. 
Крім Кубка Мітропи, в 1930 роках періодично організовувались і інші клубні змагання, до яких запрошувались найсильніші клуби країн Європи. Швейцарські представники виступали у двох таких — Кубку Націй 1930 і Міжнародному турнірі до колоніальної виставки 1931. Статистику їх виступів у цих змаганнях тут також наведено.

## Клуби-учасники
Від чемпіонату Швейцарії в Кубку Мітропи виступало чотири команди — «Берн», «Лозанна», «Грассгоппер» і «Янг Фелловз». Двоє останніх брали участь у двох розіграшах.

### «Берн»
Клуб отримав можливість виступити у турнірі 1936 року, завдяки четвертому місцю в чемпіонаті Швейцарії 1936. Вилетів у першому ж кваліфікаційному раунді.
| Сезони | Матчі | Перемоги | Нічиї | Поразки | Різниця м'ячів |
| ------ | ----- | -------- | ----- | ------- | -------------- |
| 1      | 2     | 0        | 0     | 2       | 2 — 11         |

1936
| кв. раунд перший матч 7 червня 1936 | Берн         | 1:4        | Торіно                               | Берн                                                 |  |
| 17:00 CET | Біллетер 62' | (протокол) | Бальді 5' Галлі 35' 73' Бускалья 89' | Стадіон: Нойфельд Глядачі: 5000 Суддя: Міхай Іванчич |  |
| Берн: Ернст Тройберг, Отто Генні, Вільям Баумгартнер, Ганс Людер, Джиммі Таунлі, Отто Колер, Альфонс Вебер, Енгельберт Беш, Леопольд Кільгольц, Карло Пінтер, Лео-Пауль Біллетер, тренер: Робер Паш Торіно: Джузеппе Майна, Луїджі Брунелла, Освальдо Ферріні, Філіппо Прато, Федеріко Аллазіо, Чезаре Галлеа, Маріо Бо, Фіораванте Бальді, Ремо Галлі, П'єтро Бускалья, Онесто Сілано, тренер: Тоні Карньєллі |              |            |                                      |                                                      |  |

| кв. раунд матч-відповідь 14 червня 1936 | Торіно                                                      | 7:1        | Берн               | Турин                                                    |  |
| 17:00 CET | Бо 13' Бускалья 25' 84' Галлі 64' Бальді 69' 76' Сілано 88' | (протокол) | Брунелла 59' (аг.) | Стадіон: Філадельфія Глядачі: 10 000 Суддя: А. Розенберг |  |
| Торіно: Джузеппе Майна, Луїджі Брунелла, Освальдо Ферріні, Філіппо Прато, Антоніо Янні, Чезаре Галлеа, Маріо Бо, Фіораванте Бальді, Ремо Галлі, П'єтро Бускалья, Онесто Сілано, тренер: Тоні Карньєллі Берн: Ернст Тройберг, Отто Генні, Вільям Баумгартнер, Ганс Людер, Джиммі Таунлі, Отто Колер, Альфонс Вебер, Лео-Пауль Біллетер, Карло Пінтер, Енгельберт Беш, Сісто Каваллі, тренер: Робер Паш |                                                             |            |                    |                                                          |  |

### «Грассгоппер»
Виступав у розіграші 1936 року, як бронзовий призер національного чемпіонату, і в 1937 році — як чемпіон. Єдиний представник Швейцарії, що зумів подолати один раунд.
| Сезони | Матчі | Перемоги | Нічиї | Поразки | Різниця м'ячів |
| ------ | ----- | -------- | ----- | ------- | -------------- |
| 2      | 6     | 2        | 2     | 2       | 12 — 17        |

1936
| кв. раунд перший матч 7 червня 1936 | Аустрія (Відень)                    | 3:1        | Грассгоппер | Відень                                                    |  |
| 17:30 CET | Сінделар 6' Єрусалем 38' Ріглер 62' | (протокол) | Біккель 90' | Стадіон: Пратерштадіон Глядачі: 7500 Суддя: Бруно Пфюцнер |  |
| Аустрія: Ганс Ковар, Вільгельм Копетко, Вальтер Науш, Карл Адамек, Ганс Мок, Карл Галль, Франц Ріглер, Йозеф Штро, Маттіас Сінделар, Камілло Єрусалем, Рудольф Фіртль, тренери: Вальтер Науш Грассгоппер: Віллі Мер, Северіно Мінеллі, Вальтер Вайлер, Сігмунн Гуттормсен, Сіріо Вернаті, Оскар Раух, Альфред Біккель, Різвельйо Ваккані, Фріц Вагнер, Макс Абегглен, Гайнріх Вітавскі, тренер: Карл Раппан |                                     |            |             |                                                           |  |

| кв. раунд матч-відповіді 14 червня 1936 | Грассгоппер | 1:1        | Аустрія (Відень) | Цюрих                                                  |  |
| | Фогель 14'  | (протокол) | Штро 78'         | Стадіон: Гардтурм Глядачі: 7000 Суддя: Паль фон Герцка |  |
| Грассгоппер: Віллі Мер, Северіно Мінеллі, Вальтер Вайлер, Сігмунн Гуттормсен, Сіріо Вернаті, Оскар Раух, Альфред Біккель, Гайнріх Вітавскі, Фріц Вагнер, Макс Абегглен, Макс Фогель, тренер: Карл Раппан Аустрія: Рудольф Церер, Вільгельм Копетко, Карл Сеста, Карл Адамек, Ганс Мок, Карл Галль, Франц Ріглер, Йозеф Штро, Маттіас Сінделар, Камілло Єрусалем, Рудольф Фіртль, тренери: Вальтер Науш |             |            |                  |                                                        |  |

1937
| 1/8 фіналу перший матч 13 червня 1937 | Грассгоппер                                 | 4:3 | Простейов                         | Цюрих                                                    |  |
| | Рупф 20' 33' Мінеллі 51' (пен.) Біккель 78' |     | Кухта 47' Мелка 55' 59' Кастл 90' | Стадіон: Гардтурм Глядачі: 3500 Суддя: Ганс Франкенштайн |  |
| Грассгоппер: Віллі Губер, Северіно Мінеллі, Вальтер Вайлер, Германн Шпрінгер, Сіріо Вернаті, Сігмунн Гуттормсен, Альфред Біккель, Фріц Вагнер, Ойген Рупф, Макс Абегглен, Макс Фогель, тренер: Карл Раппан Простейов: Франтішек Ржитичка, Карел Бернашек, Рудольф Кос, Вацлав Боушка, Йозеф Штробль, Олдржих Квапил, Рудольф Дрозд, Войтех Кастл, Ян Мелка, Франтішек Кухта, Антонін Дуфек, тренер: Рудольф Крженек |                                             |     |                                   |                                                          |  |

| 1/8 фіналу матч-відповіді 20 червня 1937 | Простейов          | 2:2 | Грассгоппер            | Простейов                                               |  |
| | Кухта 8' Дрозд 70' |     | Рупф 24' Артімович 55' | Стадіон: Простейов Глядачі: 8000 Суддя: Михайло Попович |  |
| Простейов: Франтішек Ржитичка, Карел Бернашек, Рудольф Кос, Вацлав Боушка, Йозеф Штробл, Олдржих Квапил, Богумил Прошек, Рудольф Дрозд, Ян Мелка, Франтішек Кухта, Антонін Дуфек, тренер: Рудольф Крженек Грассгоппер: Віллі Губер, Северіно Мінеллі, Вальтер Вайлер, Оскар Раух, Сіріо Вернаті, Германн Шпрінгер, Альфред Біккель, Йозеф Артімович, Ойген Рупф, Макс Абегглен, Макс Фогель, тренер: Карл Раппан |                    |     |                        |                                                         |  |

| 1/4 фіналу перший матч 4 липня 1937 | Лаціо                                        | 6:1        | Грассгоппер | Рим                                                      |  |
| 17:30 CET | Бузані 14' 75' Маркіні 31' Піола 34' 77' 84' | (протокол) | Фогель 5'   | Стадіон: Націонале ПНФ Глядачі: 11 000 Суддя: Адольф Міс |  |
| Лаціо: Джакомо Блазон, Бенедікто Цакконі, Альфредо Монца, Джузеппе Бальдо, Джузеппе Віані, Луїджі Мілано, Умберто Бузані, Ліберо Маркіні, Сільвіо Піола, Бруно Камолезе, Джованні Коста, тренер: Йожеф Віола Грассгоппер: Віллі Губер, Северіно Мінеллі, Вальтер Вайлер, Германн Шпрінгер, Сіріо Вернаті, Сігмунн Гуттормсен, Альфред Біккель, Йозеф Артімович, Ойген Рупф, Макс Абегглен, Макс Фогель, тренер: Карл Раппан |                                              |            |             |                                                          |  |

| 1/4 фіналу матч-відповіді 11 липня 1937 | Грассгоппер                 | 3:2        | Лаціо                 | Цюрих                                                  |  |
| | Крісмер 35' Біккель 39' 77' | (протокол) | Маркіні 26' Піола 52' | Стадіон: Гардтурм Глядачі: 7000 Суддя: Паль фон Герцка |  |
| Грассгоппер: Віллі Губер, Северіно Мінеллі, Вальтер Вайлер, Германн Шпрінгер, Сіріо Вернаті, Сігмунн Гуттормсен, Альфред Біккель, Фріц Вагнер, Йозеф Артімович, Макс Абегглен, Гайнріх Крісмер, тренер: Карл Раппан Лаціо: Джакомо Блазон, Бенедікто Цакконі, Альфредо Монца, Джузеппе Бальдо, Джузеппе Віані, Луїджі Мілано, Умберто Бузані, Ліберо Маркіні, Сільвіо Піола, Бруно Камолезе, Джованні Коста, тренер: Йожеф Віола |                             |            |                       |                                                        |  |

### «Лозанна»
Клуб отримав можливість виступити у турнірі 1936 року, завдяки перемозі в чемпіонаті Швейцарії 1936. Вилетів у першому ж кваліфікаційному раунді.
| Сезони | Матчі | Перемоги | Нічиї | Поразки | Різниця м'ячів |
| ------ | ----- | -------- | ----- | ------- | -------------- |
| 1      | 2     | 1        | 0     | 1       | 2 — 6          |

1936
| кв. раунд перший матч 7 червня 1936 | Жиденіце                                    | 5:0 | Лозанна | Брно                                                          |  |
| | Пруша 10' 80' Непала 17' Штерц 47' Гесс 70' |     |         | Стадіон: На Рибничку Глядачі: 15 000 Суддя: Ганс Франкенштайн |  |
| Жиденіце: Карел Буркерт, Йозеф Недер, Карел Черний, Йозеф Смолька, Штефан Поспихал, Франтішек Новак, Франтішек Штерц, Карел Непала, Вацлав Пруша, Карел Гесс, Олдржих Рульц, тренер: Антонін Царван Лозанна: Франк Сешеай, Август Леманн, Ганс Штальдер, Адольфо Спіллер, Роберт Вайллер, Жан Біксель, Адольф Штельцер, Лозан Коцев, Віллі Єггі, Жак Спаньйолі, Жан-П'єр Роша, тренер Альвін Рімке |                                             |     |         |                                                               |  |

| кв. раунд матч-відповіді 14 червня 1936 | Лозанна            | 2:1 | Жиденіце   | Лозанна                                                                 |  |
| | Коцев 15' Єггі 70' |     | Непала 65' | Стадіон: Стад Олімпік де ля Понтез Глядачі: 6000 Суддя: Джузеппе Скарпі |  |
| Лозанна: Франк Сешеай, Август Леманн, Ганс Штальдер, Адольфо Спіллер, Роберт Вайллер, Жан Біксель, Адольф Штельцер, Лозан Коцев, Віллі Єггі, Жак Спаньйолі, Жан-П'єр Роша, тренер Альвін Рімке Жиденіце: Карел Буркерт, Йозеф Недер, Карел Черний, Йозеф Смолька, Штефан Поспихал, Франтішек Новак, Франтішек Штерц, Карел Непала, Вацлав Пруша, Карел Гесс, Олдржих Рульц, тренер: Антонін Царван |                    |     |            |                                                                         |  |

### «Янг Фелловз»
Виступав у розіграші 1936 року, як срібний призер національного чемпіонату, і в 1937 році — як бронзовий призер.
| Сезони | Матчі | Перемоги | Нічиї | Поразки | Різниця м'ячів |
| ------ | ----- | -------- | ----- | ------- | -------------- |
| 2      | 5     | 1        | 0     | 4       | 4 — 13         |

1936
| кв. раунд перший матч 7 червня 1936 | Янг Фелловз | 0:3        | Фебуш                        | Цюрих                                                    |  |
| |             | (протокол) | Бекі 21' Шольті 48' Сабо 80' | Стадіон: Гардтурм Глядачі: 5500 Суддя: Раффаеле Скорцоні |  |
| Янг Фелловз: Густав Шлегель, Еміль Купфер, Ганс Ніффелер, Макс Нольдін, Антоніо Чізері, Робер Каес, Ойген Дібольд, Едуард Мюллер, Алессандро Фріджеріо, Густав Тегель, Жозеф Боссі, тренер: Йожеф Вінклер Фебуш: Дьюла Чікош, Гергей Вебер, Єне Фекете, Ференц Боршаньї, Шандор Медьєрі, Йожеф Петер, Берталан Бекі, Єне Сікар, Йожеф Шольті, Андраш Тураї, Габор Сабо, тренер: Лайош Баняї |             |            |                              |                                                          |  |

| кв. раунд матч-відповіді 14 червня 1936 | Фебуш                                                 | 6:2        | Янг Фелловз              | Будапешт                                                 |  |
| | Тураї 20' 82' Шольті 67' (пен.) 80' Сабо 77' Беки 81' | (протокол) | Тегель 75' Фріджеріо 85' | Стадіон: Берліні утцаї пая Глядачі: 4000 Суддя: Ян Бізик |  |
| Фебуш: Дьюла Чікош, Гергей Вебер, Єне Фекете, Ференц Боршаньї, Шандор Медьєрі, Йожеф Петер, Берталан Бекі, Єне Сікар, Йожеф Шольті, Андраш Тураї, Габор Сабо, тренер: Лайош Баняї Янг Фелловз: Густав Шлегель, Георг Відмер, Ганс Ніффелер, Едуард Мюллер, Антоніо Чізері, Робер Каес, Ойген Дібольд, Саккані, Алессандро Фріджеріо, Густав Тегель, Жозеф Боссі, тренер: Йожеф Вінклер |                                                       |            |                          |                                                          |  |

1937
| 1/8 фіналу перший матч 13 червня 1937 | Ферст Вієнна             | 2:1        | Янг Фелловз | Відень                                                      |  |
| 16:15 CET | Гшвайдль 36' Мольцер 76' | (протокол) | Лінгард 18' | Стадіон: Пратерштадіон Глядачі: 23 000 Суддя: Ярослав Влчек |  |
| Вієнна: Віктор Гавлічек, Карл Райнер, Віллібальд Шмаус, Отто Каллер, Леопольд Гофманн, Леонард Маху, Йозеф Мольцер, Фрідріх Гшвайдль, Ріхард Фішер, Фердинанд Барилі, Франц Ердль, тренер: Фрідріх Гшвайдль Янг Фелловз: Густав Шлегель, Карл Кун, Ганс Ніффелер, Робер Каес, Ганс Фонтрон, Едуард Мюллер, Ойген Дібольд, Рене Совен, Лайош Палі, Алессандро Фріджеріо, Лінгард, тренер: Отто Гафтль |                          |            |             |                                                             |  |

| 1/8 фіналу матч-відповідь 27 червня 1937 | Янг Фелловз | 1:0        | Ферст Вієнна | Цюрих                                                      |  |
| | Палі 23'    | (протокол) |              | Стадіон: Летцигрунд Глядачі: 6000 Суддя: Раффаеле Скорцоне |  |
| Янг Фелловз: Пауль Фе, Карл Кун, Ганс Ніффелер, Робер Каес, Ганс Фонтрон, Едуард Мюллер, Ойген Дібольд, Алессандро Фріджеріо, Лайош Палі, Густав Тегель, Лінгард, тренер: Отто Гафтль Вієнна: Віктор Гавлічек, Карл Райнер, Отто Каллер, Рудольф Патцка, Леопольд Гофманн, Леонард Маху, Йозеф Мольцер, Адольф Лаудон, Фрідріх Гшвайдль, Фердинанд Барилі, Франц Ердль, тренер: Фрідріх Гшвайдль |             |            |              |                                                            |  |

| 1/8 фіналу додатковий матч 29 червня 1937 | Янг Фелловз | 0:2        | Ферст Вієнна           | Цюрих                                                    |  |
| 16:15 CET |             | (протокол) | Фішер 50' Гшвайдль 83' | Стадіон: Гардтурм Глядачі: 4000 Суддя: Раффаеле Скорцоні |  |
| Янг Фелловз: Пауль Фе, Карл Кун, Ганс Ніффелер, Робер Каес, Ганс Фонтрон, Едуард Мюллер, Ойген Дібольд, Алессандро Фріджеріо, Лайош Палі, Антоніо Чізері, Лінгард, тренер: Отто Гафтль Вієнна: Віктор Гавлічек, Карл Райнер, Отто Каллер, Рудольф Патцка, Леопольд Гофманн, Леонард Маху, Йозеф Мольцер, Фрідріх Гшвайдль, Ріхард Фішер, Густав Поллак, Франц Ердль, тренер: Фрідріх Гшвайдль |             |            |                        |                                                          |  |

## Гравці
Перелік усіх футболістів, що грали в складі швейцарських клубів у Кубку Мітропи.
| Ім'я                 | Позиція     | Клуб        | Роки виступів | Статистика |     |
| Матчі                | Голи        |             |               |            |     |
| -------------------- | ----------- | ----------- | ------------- | ---------- | --- |
| Макс Абегглен        | Нападник    | Грассгоппер | 1936—1937     | 6          | 0   |
| Альфред Біккель      | Нападник    | Грассгоппер | 1936—1937     | 6          | 4   |
| Вальтер Вайлер       | Захисник    | Грассгоппер | 1936—1937     | 6          | 0   |
| Сіріо Вернаті        | Півзахисник | Грассгоппер | 1936—1937     | 6          | 0   |
| Северіно Мінеллі     | Захисник    | Грассгоппер | 1936—1937     | 6          | 1   |
| Сігмунн Гуттормсен   | Півзахисник | Грассгоппер | 1936—1937     | 5          | 0   |
| Ойген Дібольд        | Нападник    | Янг Фелловз | 1936—1937     | 5          | 0   |
| Робер Каес           | Півзахисник | Янг Фелловз | 1936—1937     | 5          | 1   |
| Едуард Мюллер        | Півзахисник | Янг Фелловз | 1936—1937     | 5          | 0   |
| Ганс Ніффелер        | Захисник    | Янг Фелловз | 1936—1937     | 5          | 0   |
| Алессандро Фріджеріо | Нападник    | Янг Фелловз | 1936—1937     | 5          | 1   |
| Фріц Вагнер          | Нападник    | Грассгоппер | 1936—1937     | 4          | 0   |
| Віллі Губер          | Воротар     | Грассгоппер | 1937          | 4          | -13 |
| Макс Фогель          | Нападник    | Грассгоппер | 1936—1937     | 4          | 0   |
| Германн Шпрінгер     | Півзахисник | Грассгоппер | 1937          | 4          | 0   |
| Йозеф Артімович      | Нападник    | Грассгоппер | 1937          | 3          | 1   |
| Оскар Раух           | Півзахисник | Грассгоппер | 1936—1937     | 3          | 0   |
| Ойген Рупф           | Нападник    | Грассгоппер | 1937          | 3          | 3   |
| Карл Кун             | Захисник    | Янг Фелловз | 1937          | 3          | 0   |
| Лінгард              | Нападник    | Янг Фелловз | 1937          | 3          | 1   |
| Лайош Палі           | Нападник    | Янг Фелловз | 1937          | 3          | 1   |
| Густав Тегель        | Нападник    | Янг Фелловз | 1936—1937     | 3          | 1   |
| Ганс Фонтрон         | Півзахисник | Янг Фелловз | 1937          | 3          | 0   |
| Антоніо Чізері       | Півзахисник | Янг Фелловз | 1936—1937     | 3          | 0   |
| Густав Шлегель       | Воротар     | Янг Фелловз | 1936—1937     | 3          | -10 |
| Гайнріх Вітавскі     | Нападник    | Грассгоппер | 1936          | 2          | 0   |
| Віллі Мер            | Воротар     | Грассгоппер | 1937          | 2          | -4  |
| Пауль Фе             | Воротар     | Янг Фелловз | 1937          | 2          | -2  |
| Ернст Тройберг       | Воротар     | Берн        | 1936          | 2          | -11 |
| Отто Генні           | Захисник    | Берн        | 1936          | 2          | 0   |
| Вілльям Баумгартнер  | Захисник    | Берн        | 1936          | 2          | 0   |
| Ганс Людер           | Півзахисник | Берн        | 1936          | 2          | 0   |
| Джиммі Таунлі        | Півзахисник | Берн        | 1936          | 2          | 0   |
| Отто Колер           | Півзахисник | Берн        | 1936          | 2          | 0   |
| Альфонс Вебер        | Нападник    | Берн        | 1936          | 2          | 0   |
| Енгельберт Беш       | Нападник    | Берн        | 1936          | 2          | 0   |
| Леопольд Кільгольц   | Нападник    | Берн        | 1936          | 2          | 1   |
| Карло Пінтер         | Нападник    | Берн        | 1936          | 2          | 0   |
| Адольф Штельцер      | Нападник    | Лозанна     | 1936          | 2          | 0   |
| Лозан Коцев          | Нападник    | Лозанна     | 1936          | 2          | 1   |
| Віллі Єггі           | Нападник    | Лозанна     | 1936          | 2          | 1   |
| Жак Спаньйолі        | Нападник    | Лозанна     | 1936          | 2          | 0   |
| Жан-П'єр Роша        | Нападник    | Лозанна     | 1936          | 2          | 0   |
| Жан Біксель          | Півзахисник | Лозанна     | 1936          | 2          | 0   |
| Роберт Вайллер       | Півзахисник | Лозанна     | 1936          | 2          | 0   |
| Адольфо Спіллер      | Півзахисник | Лозанна     | 1936          | 2          | 0   |
| Ганс Штальдер        | Захисник    | Лозанна     | 1936          | 2          | 0   |
| Август Леманн        | Захисник    | Лозанна     | 1936          | 2          | 0   |
| Франк Сешеай         | Воротар     | Лозанна     | 1936          | 2          | -6  |
| Лео-Пауль Біллетер   | Нападник    | Берн        | 1936          | 1          | 0   |
| Сісто Каваллі        | Нападник    | Берн        | 1936          | 1          | 0   |
| Різвельйо Ваккані    | Нападник    | Грассгоппер | 1936          | 1          | 0   |
| Гайнріх Крісмер      | Нападник    | Грассгоппер | 1937          | 1          | 1   |
| Жозеф Боссі          | Нападник    | Янг Фелловз | 1936          | 1          | 0   |
| Георг Відмер         | Захисник    | Янг Фелловз | 1936          | 1          | 0   |
| Еміль Купфер         | Захисник    | Янг Фелловз | 1936          | 1          | 0   |
| Макс Нольдін         | Півзахисник | Янг Фелловз | 1936          | 1          | 0   |
| Рене Совен           | Півзахисник | Янг Фелловз | 1937          | 1          | 0   |
| Саккані              | Нападник    | Янг Фелловз | 1936          | 1          | 0   |

## Тренери
| № | Ім'я          | Тренер      | Роки      | Кількість матчів |
| - | ------------- | ----------- | --------- | ---------------- |
| 1 | Карл Раппан   | Грассгоппер | 1936-1937 | 6                |
| 2 | Отто Гафтль   | Янг Фелловз | 1937      | 3                |
| 3 | Йожеф Вінклер | Янг Фелловз | 1936      | 2                |
| 3 | Робер Паш     | Берн        | 1936      | 2                |
| 3 | Альвін Рімке  | Лозанна     | 1936      | 2                |

## Інші турніри

### Кубок Націй 1930
Кубок Націй (офіційна назва: Tournoi International de Football) — міжнародний футбольний турнір, що відбувся влітку 1930 року в Женеві, організований місцевою командою «Серветт». Турнір був проведений для клубів європейських країн незадовго до початку чемпіонату світу в Уругваї. Участь у Кубку Націй узяли діючі чемпіони або володарі кубків своїх країн, за винятком Іспанії. Спочатку планувалось провести змагання для 12 команд. Проте англійський чемпіон «Шеффілд Венсдей» не був запрошений, бо країна вийшла з лав ФІФА, а португальський чемпіон «Бенфіка» відмовився від участі. «Серветт» зіграв п'ять матчів, у яких двічі переміг і тричі поступився, заверши змагання на четвертому місці.
| 1 раунд 28.06.1930 | «Серветт» | 0:7 (0:5)  | «Ферст Вієнна»                                                        | Шармілле, Женева              |  |
| |           | (Протокол) | 17' (аг) Мінеллі 24', 28', 45', 82' Адельбрехт 44' Гібіш 51' Гшвайдль | Глядачі: 10 000 Суддя: Патрік |  |
| «Серветт»: П'єр Може — Северіно Мінеллі, Шарль Був'є — Август Гезер, Курт Піхлер, Макс Освальд — Гастон Чиррен, Карл Лінк, Раймон Пасселло, Жорж Шабанель, Пепіто Родрігес, тренер: Тедді Дакворт «Вієнна»: Карл Горешовський — Карл Райнер, Йозеф Блум — Отто Каллер, Леопольд Гофманн, Віллібальд Шмаус — Антон Брозенбауер, Йозеф Адельбрехт, Фрідріх Гшвайдль, Густав Тьогель, Леопольд Гібіш, тренер: Фердинанд Фрітум |           |            |                                                                       |                               |  |

| додатковий раунд 1.07.1930 | «Серветт»               | 2:1 (1:0)  | «Серкль» Брюгге    | Шармілле, Женева                  |  |
| | 43' Чиррен 66' Пасселло | (Протокол) | 48' Вандербаувгеде | Глядачі: 3 000 Суддя: Стенлі Роуз |  |
| «Серветт»: П'єр Може — Северіно Мінеллі, Джон Дюбуше — Кікі Турлінг, Карл Лінк, Ганс Ругг — Гастон Чиррен, Пепіто Родрігес, Раймон Пасселло, Жорж Шабанель, Нідерер, тренер: Тедді Дакворт «Серкль Брюгге»: Роберт Брает — Луї Баєс, Проспер Де Бойс — Мішель Делоф, Флорімонт Вангальм, Артур Рюссшарт — Альфонс Декорт, Мішель Вандербаувгеде, Роже Прот, Раймонд Герребулдт, Шарль Вернімме |                         |            |                    |                                   |  |

| 1/4 фіналу 04.07.1930 | «Серветт»                                        | 4:1 (2:0)  | «Болонья» | Шармілле, Женева   |  |
| | Пітто 5' (аг) Був'є 42' Мінеллі 47' Пасселло 50' | (Протокол) | 44' Маїні | Суддя: Стенлі Роуз |  |
| «Серветт»: П'єр Може — Северіно Мінеллі, Джон Дюбуше — Кікі Турлінг, Карл Лінк, Макс Освальд — Гастон Чиррен, Пепіто Родрігес, Раймон Пасселло, Жорж Шабанель, Шарль Був'є, тренер: Тедді Дакворт «Болонья»: Маріо Джанні — Еральдо Мондзельйо, Феліче Гаспері — Гастоне Мартеллі, Маріо Ардіссоне, Альфредо Пітто — Аллегро Фаччіні, Карло Регуццоні, Бруно Маїні, Антоніо Бузіні, Манфредо Гранді, тренер: Германн Фельснер |                                                  |            |           |                    |  |

| 1/2 фіналу 05.07.1930 | «Серветт» | 0:3 (2:0)  | «Уйпешт»              | Шармілле, Женева                  |  |
| |           | (Протокол) | 25' 62' Авар 85' Сабо | Глядачі: 16 000 Суддя: Рене Марсе |  |
| «Сервет»: П'єр Може — Северіно Мінеллі, Шарль Був'є — Кікі Турлінг, Карл Лінк, Ганс Ругг — Гастон Чиррен, Пепіто Родрігес, Раймон Пасселло (Едмонд Баї, 35), Жорж Шабанель, Ледерер, тренер: Тедді Дакворт «Уйпешт»: Янош Акнаї — Дьюла Дудаш, Йожеф Фогль — Ференц Боршаньї, Бела Волентік (Янош Кевеш, 27), Янош Віг — Альберт Штрек, Іштван Авар, Янош Хаваш, Іллеш Шпітц, Габор Сабо, тренер: Лайош Баняї |           |            |                       |                                   |  |

| матч за 3 місце 06.07.1930 | «Серветт»   | 1:5 (0:3)  | «Ферст Вієнна»                                       | Шармілле, Женева                |  |
| | Поретті 56' | (Протокол) | 9' Гібіш 25' Гофманн 41' Гшвайдль 59' 80' Адельбрехт | Глядачі: 15 000 Суддя: Ендерлін |  |
| «Вієнна»: Карл Горешовський — Карл Райнер, Йозеф Блум — Вільгельм Шаден, Леопольд Гофманн, Леонард Маху — Антон Брозенбауер, Йозеф Адельбрехт, Фрідріх Гшвайдль, Густав Тегель, Леопольд Гібіш, тренер: Фердинанд Фрітум «Серветт»: П'єр Може (Жан Фрідль, 46) — Северіно Мінеллі (Едмонд Баї, 30), Джон Дюбуше — Август Гезер, Ганс Ругг, Макс Освальд — Гастон Чиррен, Лохер, Раймон Пасселло, Альдо Поретті, Шарль Був'є, тренер: Тедді Дакворт |             |            |                                                      |                                 |  |

| Воротар: П'єр Може (5), Жан Фрідль (1) Захисники: Северіно Мінеллі (5.1), Шарль Був'є (4.1), Джон Дюбуше (3). Півзахисники: Карл Лінк (4), Макс Освальд (3), Ганс Ругг (3), Кікі Турлінг (3), Август Гезер (2), Нідерер (2), Едмонд Баї (2). Нападники: Гастон Чиррен (5.1), Раймон Пасселло (5.2), Жорж Шабанель (4), Пепіто Родрігес (4), Альдо Поретті (1.1), Лохер (1). Тренер: Тедді Дакворт. |

### Міжнародний турнір до колоніальної виставки в Парижі 1931
Міжнародний турнір до колоніальної виставки в Парижі 1931 (офіційна назва Tournoi International de l’Exposition Coloniale) — міжнародний футбольний турнір, приурочений до проведення у 1931 році в Парижі міжнародної колоніальної виставки. Турнір був організований французьким клубом «Расінг» (Париж) за погодженням з генеральним комісаріатом виставки за сприяння газет «Le Petit Parisien» і «Exelsior». На турнірі було зібрано ряд авторитетних у європейському футболі клубів. Переможцем змагань досить несподівано став швейцарський клуб «Уранія» Женева, випередивши ряд визнаних фаворитів.
| 1/4 фіналу 7 червня | «Уранія» Женева                 | 3:0      | «Расінг» Париж   | «Велодром де Венсенн»               |  |
| | Секулич 1:0' 3:0' Стальдер 2:0' | Протокол | Венант 1Т (пен.) | Глядачі: 12 000 Суддя: Дж. Лангенус |  |
| Ніколлін — Бові, Відекер — Луашо, Шаден, Берчен — Е.Крамер, Сірве, Секулич, Росс, Стальдер Тассін — Анатоль, Капель — Дьян, Гатеро, Гудшильд — Вейссад, Л.Регейро, Венант, Дельфур, Галі |                                 |          |                  |                                     |  |

| 1/2 фіналу 11 червня | «Уранія» Женева | 2:1      | «Вієнна»                         | «Коломб»                            |  |
| | Секулич 6' 62'  | Протокол | Й.Блум 67'(пен.) · Л.Гофманн 70' | Глядачі: 10 000 Суддя: Дж. Лангенус |  |
| Ніколлін — Бові, Відекер — Луашо, Шаден, Берчен — Е.Крамер, Нівелт, Секулич, Росс, Стальдер Горешовський — Райнер, Й.Блум — Шмаус, Л.Гофманн, Маху — Тегель, Марат, Адельбрехт, Такс, Ердль (тренер Ф.Фрітум) |                 |          |                                  |                                     |  |

| фінал 14 червня 1931 | «Уранія» Женева        | 2:1      | «Славія» Прага | «Коломб», Париж                   |  |
| | Крамер 55' Секулич 88' | Протокол | Йоска 26'      | Глядачі: 22 000 Суддя: Луї Рагуїн |  |
| Марсель Ніколлін, Едуар Бові, Відекер, Едмон Луашо, Вільгельм Шаден, Берчен, Едмонд Крамер, Андре Сірве, Бранислав Секулич, Конрад Росс , Ервін Стальдер. Тренер Конрад Росс Франтішек Планічка, Ладислав Женишек, Антонін Новак, Антонін Водічка, Адольф Шимперський, Франтішек Черницький, Франтішек Юнек (Ладислав Шубрт, 46), Штефан Чамбал, Франтішек Свобода , Богуміл Йоска, Франтішек Файт. Тренер Йозеф Слоуп-Штаплік |                        |          |                |                                   |  |

| Воротар: Марсель Ніколлін (3). Захисники: Едуар Бові (3), Відекер (3). Півзахисники: Едмон Луашо (3), Вільгельм Шаден (3), Берчен (3). Нападники: Едмонд Крамер (3.1), Бранислав Секулич (3.5), Конрад Росс (3), Ервін Стальдер (3.1), Андре Сірве (2), Олдржих Нівелт (1). Тренер: Конрад Росс. |